# Vanina Vanini

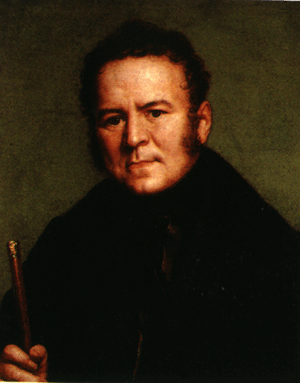
Stendhal par Ducis en 1835

Vanina Vanini es una novela corta de Stendhal, publicada en 1829 en la Revue de Paris e incluida más tarde en sus Crónicas italianas tras la muerte del autor.

## Contexto
Stendhal fue expulsado de Milán en 1821 por simpatizar con el movimiento carbonario. Esta afinidad hacia el movimiento liberal y unionista es palpable a lo largo de Vanina Vanini, redactada en París en 1829. 

## Trama
Pietro Missirilli es un carbonario que lucha por la libertad de Italia. Vanina Vanini es una orgullosa princesa romana. El padre de Vanina quiere casarla con un príncipe, Donativo Livio Savelli, pero Vanina se niega y se enamora de Pietro, a quien su padre esconde en su casa cuando es herido en una emboscada.
Aunque los dos se aman, Pietro abandona Roma para participar en los cónclaves carbonarios de la Romaña. Allí es elegido jefe de una importante sociedad de carbonarios.
La princesa no puede soportar que Pietro sienta más amor por la patria que por ella.
Como venganza, denuncia a los compañeros de la hermandad de Pietro, quien se entrega por solidaridad por el resto de carbonarios a las fuerzas del orden. Vanina se siente culpable, intenta salvarle y finalmente le confiesa todo a Pietro, que la rechaza. Vanina termina casándose con Donativo Livio Savelli, a pesar del rechazo que siente por él.